# Giovanni Battista Delponte
Giovanni Battista Delponte ( * 1812 - 1884 ) fue un profesor, botánico, y algólogo italiano.
Desde 1862 fue especialista del "Jardín Experimental de la Real Academia de Agricultura de Turín"; y director del Jardín botánico de la Universidad de Turín, de 1870 a 1878.

## Algunas publicaciones

### Libros
- 1841. Varietates humani generis. 119 pp.
- 1841. Ioannes Baptista Delponte ... philosophiae et medicinae doctor amplissimi medicorum collegii candidatus: Anno 1841. Ed. ex Typis Regiis, 119 pp.
- 1851. Elogio storico di I. Colla. 38 pp.
- 1854. Stirpium exoticarum rariorum vel forte novarum pugillus. 45 pp. en línea
- 1854. Un ricordo botanico del ... F. de Filippi ossia cenno intorno alle Piante nate dai semi da esso raccolti in Persia e nella China. 43 pp.
- 1872. Studi intorno alle Piante economiche ... Sezione seconda--Legumi. 91 pp.
- Specimen Desmidiacearum Subalpinarum. 344 pp. Reeditó Nabu Press en 2010. ISBN 1144198844
- 1873. Specimen desmidiacearum subalp i narum: Auctore J. B. Delponte. Ed. Officina Regia. 282 pp.
- 1873. Le Piante in relazione colla materia e coll' incivilimento: discorso pronunziato nel solenne riaprimento della Regia Università di Torino, addi 17 Novembre 1873. Ed. Stamperia Reale di G.B. Paravia. 66 pp.
- * 1874. ''Guida Allo Studio Delle Piante Coltivate Nelle Aiuole Di Piena Terra Nell' Orto Botanico Della Regia Universit Di Torino. 154 pp. ISBN 1141824302

- La abreviatura «Delponte» se emplea para indicar a Giovanni Battista Delponte como autoridad en la descripción y clasificación científica de los vegetales.[1]